# Correbidia assimilis
Correbidia assimilis là một loài bướm đêm thuộc phân họ Arctiinae, họ Erebidae.